# Нагано
Нагано (јап. 長野市) град у Јапану у префектури Нагано. Према попису становништва из 2005. у граду је живело 378.495 становника. Лежи близу ушћа реке Цикума у Саи на острву Хоншу.
Године 1998, Нагано је био домаћин Зимских олимпијских игара 1998..
Једну од градских знаменитости чини будистички храм из 7. века, назван Зенкоји. Град је испочетка био само мало насеље придружено храму, да би статус града добио 1. априла 1897.

## Становништво
Према подацима са пописа, у граду је 2005. године живело 378.495 становника.
| 1995.   | 2000.   | 2005.   |
| ------- | ------- | ------- |
| 377.678 | 378.932 | 378.495 |

## Партнерски градови
- Клирвотер